# Leopold Gegenbauer
Leopold Bernhard Gegenbauer (Asperhofen, 2 febbraio 1849 – Gießhübl, 3 giugno 1903) è stato un matematico austriaco, conosciuto principalmente per i suoi lavori in algebra. I polinomi di Gegenbauer prendono nome da lui.
Insegnò presso l'Università di Czernowitz.